# Apterostigma mayri
Apterostigma mayri är en myrart som beskrevs av Auguste-Henri Forel 1893. Apterostigma mayri ingår i släktet Apterostigma och familjen myror. Inga underarter finns listade.